# Ingrid Bachér
Ingrid Bachér, née à Rostock (Allemagne) le 24 septembre 1930, est une écrivain allemande, ancien membre du Groupe 47 et qui a été présidente du PEN Allemagne.

## Biographie
Ingrid Bachér est une arrière petite-fille de l'écrivain et poète Theodor Storm et a grandi en tant que fille du professeur de chimie Fritz Bachér à Berlin et Lübeck. Son frère est le journaliste et auteur Peter Bacher (de).
Elle étudie à la Hochschule für Musik und Theater de Hambourg et entame une carrière de journaliste en 1949. Dans les années 1950, elle participe aux réunions du Groupe 47 et voyage en Finlande et en Amérique du Sud.